# Amelia Valverde
Amelia Valverde Villalobos (San Ramón, Alajuela, 14 de enero de 1987) es una exfutbolista y entrenadora costarricense. Actualmente dirige al C. F. Monterrey de la Primera División Femenina de México.

## Trayectoria

### Inicios
Amelia Valverde nació en San Ramón, el 14 de enero de 1987. Desde niña siempre ha sido una entusiasta del fútbol, veía los partidos con una libreta para tomar apuntes y luego analizar las jugadas.
A los 18 años entró a la Universidad Nacional de Costa Rica, donde se graduó cuatro años después como preparadora física. Alternó sus estudios universitarios con su carrera como jugadora en la Primera División Femenina de Costa Rica, donde jugó para los equipos de Flores de Heredia (actual Club Sport Herediano) y Saprissa.
También jugó con su selección el Mundial sub-17 de 2008, desarrollado en Nueva Zelanda.

### Carrera como entrenadora
El año 2011 debutaría como directora técnica en el club de Flores de Heredia. Ese mismo año ingresaría a la Fedefutbol como preparadora física. Dos años después fue nombrada como asistente técnica de los entrenadores Karla Alemán, y posteriormente, el uruguayo Carlos Garabet Avedissian. Fue elegida como seleccionada de Costa Rica tras la salida de este en el año 2015.
Debutó en el mundial de Canadá 2015 donde su selección quedó ubicada en el grupo E, enfrentándose a Brasil, España y Corea del Sur, siendo eliminadas del torneo con dos empates y una derrota.
También consiguió la medalla de oro en los Juegos Centroamericanos de Nicaragua 2017, otra de plata en los Juegos Centroamericanos y del Caribe Barranquilla 2018, y otra de bronce en los Panamericanos de Lima 2019.
Otra vez clasificó a un mundial, esta vez a Australia/Nueva Zelanda 2023 donde quedó encuadrada en el grupo C con  España, Zambia y Japón.
En el 2024 Amelia Valverde dio el paso al fútbol mexicano para dirigir al Club Rayadas, las cuales se coronaron campeonas de la Liga MX femenil del torneo de Clausura el 27 de mayo de este año. Las Rayadas de la mano de Valverde obtuvieron su tercera estrella. 

## Clubes

### Como entrenadora
| Equipo                  | País       | Año       |
| ----------------------- | ---------- | --------- |
| Flores de Heredia       | Costa Rica | 2011      |
| Selección de Costa Rica | Costa Rica | 2015-2023 |
| C. F. Monterrey         | México     | 2024-2025 |

### Como segunda entrenadora
| Equipo                  | País       | Año         |
| ----------------------- | ---------- | ----------- |
| Selección de Costa Rica | Costa Rica | 2013 - 2015 |

## Palmarés

### Títulos nacionales
| Título          | Equipo          | País   | Año      |
| --------------- | --------------- | ------ | -------- |
| Liga MX Femenil | C. F. Monterrey | México | Cl. 2024 |
| Liga MX Femenil | C. F. Monterrey | México | Ap. 2024 |

## Vida personal
Ella es una apasionada por la lectura, también le gusta la natación, admirar la naturaleza, y escuchar música. Es admiradora del trabajo del entrenador José Mourinho, pues ella cree que él demostró que no se necesita haber practicado fútbol para ser bueno enseñándolo.